# Мамі
Мамі (груз. მამი) — село в Грузії.
За даними перепису населення 2014 року в селі проживає 31 особа.